# Норба
Норба (на латински: Norba) е античен град в Италия, на югоизток от Рим на Лепинските планини (Monti Lepini), близо до днешния град Норма. Основан е през 492 пр.н.е. от волските. Бил е в съюз с Древен Рим. По време на Римската република става латинска колония. През Гражданската война е разрушен през 82 пр.н.е. от Сула.
Циклопските стени от 4 век пр.н.е. са добре запазени.